# 굵은꼬리세발가락뛰는쥐
굵은꼬리세발가락뛰는쥐 또는 굵은꼬리세발가락저보아(Stylodipus telum)는 뛰는쥐과에 속하는 설치류의 일종이다. 중국과 카자흐스탄, 러시아, 투르크메니스탄, 우크라이나 그리고 우즈베키스탄에서 발견된다. 일반적인 서식지는 스텝 지역과 사막 그리고 고산 초원 지대이고, 모래 또는 점토 지역의 염생 식물과 쑥속 식물 속에서도 발견된다.

## 특징
굵은꼬리세발가락저보아는 몸길이 104~133mm까지 자라며, 꼬리 길이도 몸길이와 비슷하고 몸무게는 약 70~90g이다. 머리 윗부분은 진한 색을 띠는 반면에 나머지 털은 연한 회색빛 노랑을 띠며, 대부분의 털은 끝이 거무스레하고 긴 조모(粗毛)이다. 엉덩이를 가로 질러 흰색 띠가 나 있으며, 옆구리에 짚색을 띠는 진한 주근깨가 있다.